# شانتيل كاميرون
شانتيل كاميرون (من مواليد 14 مايو 1991) هى ملاكمة إنجليزية محترفة. هي بطلة العالم السابقة في فئتين للوزن بما في ذلك البطلة السابقة في وزن خفيف الوسط بلا منازع، بعد أن حصلت على ألقاب الاتحاد الدولي للملاكمة وذا رينج (مجلة) بين عامي 2021 و2023؛ وألقاب رابطة الملاكمة العالمية ومنظمة الملاكمة العالمية بين نوفمبر 2022 و2023. وقد حصلت سابقًا على لقب المنظمة الدولية للملاكمة و وزن الخفيف للسيدات من 2017 إلى 2019.
فازت بميدالية فضية في قسم وزن الوسط الخفيف في بطولة الاتحاد الأوروبي 2010 في كيزتيلي، المجر، والميدالية البرونزية في قسم الوزن الخفيف في بطولة الاتحاد الأوروبي 2011 في كاتوفيتسه، بولندا، وخسرت أمام الأيرلندية كاتي تايلور في نصف -نهائيات. انتقمت كاميرون من هذه الخسارة في مايو 2023، بفوزها على تايلور بقرار الأغلبية للاحتفاظ ببطولتها بلا منازع.

## بداية حياتها
ولدت شانتيل كاميرون في 14 مايو 1991، في نورثهامبتون، إنجلترا. تراجع حبها للرياضة القتالية إلى مشاهدة أفلام بطولة جان كلود فان دام والبرنامج التلفزيوني بافي قاتلة مصاصي الدماء. 
قائلة: "لقد أحببت كل تلك الأفلام القتالية. يجب أن يكون فيلم كيك بوكسينغ هو فيلم فان دام المفضل لدي. القتال فيه هو "غير واقعي. لقد أحببت بافي بسبب مشاهد القتال وحقيقة أنها كانت نموذجًا يحتذى به".
كانت مذيعة للرياضات القتالية، ثم انتقلت إلى الملاكمة موياي تاي في سن السادسة عشرة. تحولت إلى الملاكمة في سن 18 عامًا.

## بداية مشوارها المهني
فازت كاميرون ببطولتين وطنيتين إنجليزيتين للسيدات. بطولة إنجلترا للملاكمة في عام 2010، وبطولة إنجلترا للملاكمة في عام 2015. وصلت إلى الدور ربع النهائي من بطولة العالم للاتحاد الدولي للملاكمة 2010، وخسرت أمام الحائزة على الميدالية الفضية فيرا سلوجينا من روسيا. كما فازت بالميدالية الفضية في بطولة الاتحاد الأوروبي 2010، والبرونزية في العام التالي في بطولة الاتحاد الأوروبي 2011، وخسرت في الدور نصف النهائي أمام الفائز النهائي كاتي تايلور من أيرلندا.

#### 2010 بطولة إنجلترا للملاكمة الوطنية للسيدات (63.5 كجم)
هزمت أناستاسيا كوزينز 40-15
هزمت نينا مينكي 17-16
هزمت ألانا ميرفي 27-15

#### 2010 بطولة الاتحاد الأوروبي للسيدات (64 كجم)
هزمت نيكوليت (المجر) ?–؟
هزمت مارجريتا تشينيفا (بلغاريا) ?–?
خسرت أمام جولسوم تتار (تركيا) 0-4

#### 2010 بطولة العالم للسيدات أيبا (64 كجم)
هزمت يوليا نوفاسيويو (رومانيا) 12-3
هزمت ريبيكا برايس (ويلز) 7-5
خسرت أمام فيرا سلوجينا (روسيا) 4-16

#### 2011 بطولة الاتحاد الأوروبي للسيدات (60 كجم)
هزمت ماريا زوفكو (كرواتيا) 30-7
هزمت جينيفر ميراندا (إسبانيا) 19-9
خسرت أمام كاتي تايلور (أيرلندا) 10-28

#### 2015 بطولة إنجلترا للملاكمة الوطنية للسيدات (60 كجم)
هزمت هاتي نايلون 3–0
هزمت صوفي كولبورن 3-0

## احتراف

### وزن الريشة
في عام 2017، وقعت كاميرون عقدًا ترويجيًا مع شركة باري ماكجيجان. بتوجيه من نجل باري، شين ماكجيجان، ظهرت لأول مرة على مستوى الاحتراف في 26 مايو 2017، وفازت بقرار النقاط الست ضد كارينا كوبينسكا في موتوربوينت أرينا في كارديف، ويلز.
بعد تسجيلها الضربة قاضية فازت على بوجانا ليبيزوسكا وبيليتس غوشيه في يوليو وأكتوبر على التوالي، حاربت كاميرون إديث راموس للحصول على لقب وزن الريشة للسيدات المنظمة الدولية للملاكمة انتركونتيننتال الشاغر في 11 نوفمبر 2017 في رويال هايلاند. مركز في إدنبره، اسكتلندا، فازت بالضربة قاضية في الجولة الثالثة.

### وزن خفيف
بعد شهر، في 2 ديسمبر، ارتقت كاميرون إلى فئة الوزن للقتال من أجل لقبها العالمي الأول، في معركتها الخامسة، ضد فيفيان أوبينوف في ليستر أرينا في ليستر. لقد فازت بالتوقف في الجولة السادسة عن طريق إيقاف الزاوية بعد أن ألغت ركلة ركنية أوبينوف القتال بين الجولات، وحصلت على لقب الوزن الخفيف للسيدات في المنظمة الدولية للملاكمة. جاء الدفاع الأول عن لقبها في 3 مارس 2018، ضد ميريام دلال في أوفو هايدرو في غلاسكو، اسكتلندا. لقد نجحت في الاحتفاظ بلقبها من خلال قرار الإغلاق بالإجماع على مدى عشر جولات، حيث سجلت جميع القضاة الثلاثة المباراة 100-90 لصالح كاميرون. سجلت بعد ذلك فوزًا في الجولة السادسة من ضربة قاضية في يونيو على ناتاليا فانيسا ديل فالي أغيري في معركة ليست على اللقب، قبل أن تتقدم دفاعًا ثانيًا ضد جيسيكا غونزاليس في 13 أكتوبر في يورك هول في لندن، مع منظمة الملاكمة العالمية الفضية الشاغرة. لقب خفيف الوزن للإناث أيضًا على المحك. طوال القتال، استخدمت كاميرون حركة القدم وبقيت خلف الضربة، وهبطت بيدها اليمنى بشكل مستقيم وضربتها بأعلى مستوى على خصمها. كانت غونزاليس على الأرض في الجولة الأولى، لكن الحكم إيان جون لويس حكمت عليها بالانزلاق. تعرضت المقاتله المكسيكيه لقطع في الجولة الثانية بسبب اصطدام عرضي بالرأس. وفي التاسعة، خصم نقطة لجونزاليز لقيامها بضرب كاميرون لكمة أرنب، وبينما حسم القتال، بعد أن دعت الحكم المقاتلين إلى الانفصال. فازت كاميرون عن طريق إغلاق قرار بالإجماع مع قراءة بطاقات أداء الحكام 100-89 و100-88 و100-88، واحتفظت بلقب المنظمة الدولية للملاكمة الخاص بها واستولت على لقب منظمة الملاكمة العالمية الشاغر.

في فبراير 2019، أعلنت كاميرون على تويتر أنها تركت الترقيات الإعصار والمدرب شين ماكجيجان.
قائلة: "... إنهم يعرفون الضيق الذي سببوه لي وكيف جعلوني أشعر بالعزلة، والإهانة والانكماش، لا وقت لملاكمة"، بالإضافة إلى ذكر قضايا التدريب."
قد سئمت من ظروف مطاردة المال وقد ظهر ذلك في أدائي الأخير (جيسيكا غونزاليس)". وقد انضمت منذ ذلك الحين إلى شركة إم تي كيه جلوبال والمدرب جيمي مور (ملاكم).

#### طموحات اللقب العالمي
جاءت معركتها الأولى تحت قيادة إم تي كيه جلوبال في أبريل، حيث فازت بالضربة قاضية في الجولة الثانية في مباراة ليست على اللقب ضد فيريش مشوري. تبع ذلك مباراة أخرى غير متعلقة باللقب في مايو، حيث فازت مرة أخرى بالضربة قاضية ( في الجولة الثانية ضد فايدا ماسيوكايتي. بعد فوزها على ماسيوكايتي، تخلت كاميرون عن لقبها في الاتحاد الدولي للملاكمة قائلة: "أود أن أشكر الاتحاد الدولي للملاكمة على دعمهم وتقديمي إلى المسرح العالمي كقوة رئيسية في الملاكمة للسيدات. سأتخلى عن لقب الاتحاد الدولي للملاكمة لتمكين المقاتلات الأخريات. للقتال من أجل هذا اللقب المهم وتعزيز حياتهم المهنية أيضًا.
كانت معركتها التالية ضد أنيشا باشيل في مباراة نهائية خفيفة الوزن لـ منظمة الملاكمة العالمية في 20 يوليو في مركز برينتوود في إسيكس، إنجلترا. لقبت منظمة الملاكمة العالمية كاميرون الفضي على المحك حيث حصل الفائز على فرصة لمواجهة رابطة الملاكمة العالمية، منظمة الملاكمة العالمية، الاتحاد الدولي للملاكمة، منظمة الملاكمة العالمية، وبطلة ذا رينج (مجلة) كاتي تايلور على لقب الوزن الخفيف للإناث بلا منازع. في معركتها وصفتها وسائل الإعلام بالأداء المهيمن، سجلت كاميرون انتصارًا أبطال العالم في الملاكمة بلا منازع. في ظل استمرارها في الجولات القليلة الأولى، بدات أن باشيل تواجه صعوبة في معرفة البطل السابق. كثفت كاميرون الضغط من الجولة الخامسة وما بعدها، حيث قامت بتفريغ اللكمات القوية في مجموعات وهبطت حسب الرغبة، ونادرًا ما يزعجها خصمها. سجلت اثنان من القضاة المباراة 100-89، بينما سجل الثالث 100-90، لتضمن لكاميرون تسديدة إلزامية على كاتي تايلور.
في معركتها التالية، انتقلت كاميرون إلى فئة وزن أخرى لمواجهة بطلة العالم السابقة في الوزن الثلاثة أناهي إستر سانشيز. قال كاميرون عن قرار رفع الوزن: "أنا لا أنتظر كاتي تايلور. ولهذا السبب رفعت وزني من أجل هذا الإقصاء النهائي، لأنني أريد مواجهة أي بطل عالمي". استغرق القتال. ستقام في 9 نوفمبر 2019 في يورك هول، فيما كان بمثابة إقصاء نهائي لوزن خفيف الوسط من منظمة الملاكمة العالمية، حيث حصل الفائز على فرصة لمواجهة بطلة رابطة الملاكمة العالمية ومنظمة الملاكمة العالمية الموحدة جيسيكا مكاسكيل. بعد الإطاحة بسانشيز في الجولة التاسعة، واصلت كاميرون الفوز بالقتال على يد قرار بالإجماع للمطالبة بالمركز الإلزامي لـ منظمة الملاكمة العالمية في فئة الوزن الثانية. سجلت اثنان من القضاة المباراة 100-89 بينما سجلت الثالث 99-90.
اعلن في يوليو 2020 عن توقيع كاميرون عقدًا ترويجيًا متعدد القتالات مع شركة رياضة غرفة المباراة التابعة لإدي هيرن.

#### بطل منظمة الملاكمة العالمية ضد أراوجو، هيرنانديز
في أوائل سبتمبر 2020، اكتشفت عن أن منظمة الملاكمة العالمية قد وافقت على كاميرون لمواجهة الحائزة على الميدالية البرونزية الأولمبية لعام 2012 أدريانا أروجو على لقب منظمة الملاكمة العالمية للإناث في وزن خفيف الوسط، والذي تخلىت عنه مكاسكيل من أجل هزيمة سيسيليا بريخوس لتصبح بطلة وزن الوسط للسيدات بلا منازع. في 15 سبتمبر، أعلن المروج الجديد لكاميرون، إدي هيرن، أن المباراة ستقام في 4 أكتوبر، ولم يعلن عن مكانها بعد. قالت كاميرون عن المباراة: "هذه الفرصة التي أتيحت لي هائلة، لقد حصلت أخيرًا على المنصة لأجعل من نفسي نجمًا. لن أستغل فرصتي كأمر مسلم به وسأتخذ كل الاحتياطات اللازمة لضمان استغلالها". "هذه الفرصة للتألق. أريد أن أحقق أحلامي في التوحيد وأن أصبح بطلاً للعالم بجميع الأحزمة، وليس واحدًا فقط. 
مع اختيارمارشال ارينا في ميلتون كينز كمكان، فشل اراخو في تحقيق الوزن عند وزن ما قبل القتال - وزنه 5 أرطال (2.3 كجم) فوق حد وزن الوسط الخفيف البالغ 10 أحجار (64 كجم) - مما يعني المكان الشاغر. العنوان سيكون فقط على المحك بالنسبة لكاميرون. بعد البقاء خلف الضربة ومتابعتها باللكمات المركبة لمدة عشر جولات، مع عدم تقديم اراخو لمقاومة تذكر، فازت كاميرون بضربة قاضية في ما وصفته وسائل الإعلام بأنه فوز مهيمن. سجلت جميع الحكام الثلاثة المباراة 100-90 لمنح كاميرون أول لقب عالمي كبير لها.
في يناير 2021، أُعلن أن كاميرون ستقدم أول دفاع عن لقبها في بطولة العالم للملاكمة ضد بطلة العالم السابقة ميليسا هيرنانديز، ومن المقرر أن تقام المباراة في 20 مارس كجزء من البطاقة السفلية لمباراة لورنس أوكولي على اللقب العالمي ضد كرزيستوف جلواكي في مكان لم يتم تسميته بعد. بعد تعرض كاميرون لإصابة في اليد أثناء التدريب، تمت إعادة جدولة المباراة إلى 29 مايو وأقيمت في ميشيلوب ألترا أرينا في بارادايس، نيفادا، كجزء من البطاقة السفلية لمباراة ديفين هاني ضد خورخي ليناريس على اللقب العالمي. ووجهت كاميرون سلسلة من اللكمات في الجولة الرابعة مما أدى إلى سقوط منافستها في الحبال. قررت الحكم سيليستينو رويز أن الحبال كانت ممزقة تقدمت هيرنانديز وأصدر رقمًا ثابتًا بثمانية أرقام، مما أعطى كاميرون جولة 10-8. في الجولة التالية، بعد أن تلقت كاميرون موجة أخرى من اللكمات دون رد من هيرنانديز، تدخلت رويز ودعا إلى إيقاف المسابقة في دقيقة واحدة و38 ثانية من الجولة لتمنح كاميرون فوزًا بالضربة قاضية في الجولة الخامسة.

#### التوحيد ضد ماكجي
في سبتمبر 2021، أُعلن أن كاميرون ستضع لقبها على المحك في مباراة توحيد ضد بطلة وزن خفيف الوسط للسيدات في الاتحاد الدولي للملاكمة ماري ماكجي، مع لقب الحلقة الافتتاحي أيضًا على المحك. أقيمت المباراة في 30 أكتوبر في ساحة ارينا ، حيث انتصرت كاميرون عبر قرار بالإجماع. قراءة بطاقات أداء الحكام هي 100-90، 99-91 و99-92.

#### بطلة العالم بلا منازع
في نوفمبر 2022، هزمت كاميرون جيسيكا مكاسكيل في مباراة أقيمت في أبو ظبي، مما جعل كاميرون بطلة العالم في وزن خفيف الوسط بلا منازع وأول بطلة عالمية في الملاكمة في المملكة المتحدة بلا منازع.

#### كاميرون ضد تايلور
في 2 مارس، قبلت كاميرون تحديًا عامًا من بطلة الوزن الخفيف بلا منازع كاتي تايلور للقتال من أجل ألقاب كاميرون في الوزن الخفيف للغاية بلا منازع. اعلن المباراة لاحقًا بواسطة إدي هيرن
في 11 مارس وستقام في ارينا 3في دبلن في 20 مايو.
خرجت كاميرون منتصرا عبر قرار الأغلبية مع قراءة بطاقات أداء القاضي 95-95 و96-94 و96-94.

#### كاميرون ضد تايلور 2
في 25 نوفمبر 2023، في 3 أرينا في دبلن، أيرلندا، كان من المقرر أن تواجه كاميرون كاتي تايلور في مباراة العودة في البطولة. خسرت كاميرون قرار الأغلبية أمام تايلور.

## سجل الملاكمة المهنية
| 19 نزال      | 18 فوز | 1 خسارة |
| ------------ | ------ | ------- |
| ضربة القاضية | 8      | 0       |
| قرار القضاة  | 10     | 1       |

| #  | النتيجة | السجل | الخصم                         | يكتب         | وقت، الجولة    | تاريخ                                   |
| -- | ------- | ----- | ----------------------------- | ------------ | -------------- | --------------------------------------- |
| 19 | خسارة   | 18-1  | كاتي تايلور                   | 10           | 25 نوفمبر 2023 | 3أرينا، دبلن، أيرلندا                   |
| 18 | فوز     | 18–0  | كاتي تايلور                   | 10           | 20 مايو 2023   | دبلن، أيرلندا                           |
| 17 | فوز     | 17–0  | جيسيكا مكاسكيل                | 10           | 5 نوفمبر 2022  | أبو ظبي، الإمارات العربية المتحدة       |
| 16 | فوز     | 16–0  | فيكتوريا بوستوس               | 10           | 21 مايو 2022   | ارينا لندن، إنجلترا                     |
| 15 | فوز     | 15–0  | ماري ماكجي                    | 10           | 30 أكتوبر 2021 | ارينا 2، لندن، إنجلترا                  |
| 14 | فوز     | 14–0  | ميليسا هيرنانديز              | 5 (10)، 1:25 | 29 مايو 2021   | بارادايس، نيفادا، الولايات المتحدة      |
| 13 | فوز     | 13–0  | أدريانا أروجو                 | 10           | 4 أكتوبر 2020  | ميلتون كينز، إنجلترا                    |
| 12 | فوز     | 12–0  | أناهي إستر سانشيز             | 10           | 9 نوفمبر 2019  | قاعة يورك، لندن، إنجلترا                |
| 11 | فوز     | 11–0  | أنيشا باشيل                   | 10           | 20 يوليو 2019  | مركز برينتوود، برينتوود، إسيكس، إنجلترا |
| 10 | فوز     | 10–0  | فايدا ماسيوكايتي              | 2 (6)، 0:33  | 18 مايو 2019   | ، جلاسكو، اسكتلندا                      |
| 9  | فوز     | 9–0   | فيريش مشوري                   | 2 (6)، 1:39  | 26 أبريل 2019  | قاعة يورك، لندن، اسكتلندا               |
| 8  | فوز     | 8–0   | جيسيكا جونزاليس               | 10           | 13 أكتوبر 2018 | قاعة يورك، لندن، إنجلترا                |
| 7  | فوز     | 7–0   | ناتاليا فانيسا ديل فالي أغيري | 6 (10)، 1:31 | 23 يونيو 2018  | ، جلاسكو، اسكتلندا                      |
| 6  | فوز     | 6–0   | ميريام دلال                   | 10           | 3 مارس 2018    | ، جلاسكو، اسكتلندا                      |
| 5  | فوز     | 5–0   | فيفيان أوبينوف                | 6 (10)، 2:00 | 2 ديسمبر 2017  | ، ليستر، إنجلترا                        |
| 4  | فوز     | 4–0   | إديث راموس                    | 3 (10)، 1:04 | 11 نوفمبر 2017 | ، إدنبرة، اسكتلندا                      |
| 3  | فوز     | 3–0   | بيليتيس غوشيه                 | 1 (8)، 1:14  | 7 أكتوبر 2017  | لندن، إنجلترا                           |
| 2  | فوز     | 2–0   | بوجانا ليبيزوسكا              | 4 (6)، 0:47  | 8 يوليو 2017   | جلاسكو، اسكتلندا                        |
| 1  | فوز     | 1–0   | كارينا كوبينسكا               | 6            | 26 مايو 2017   | كارديف، ويلز                            |